# Amnesty International Suisse
Amnesty International Suisse (ou juste Amnesty Suisse) est la branche suisse de l'organisation non gouvernementale non partisane Amnesty International. Depuis sa création en 1970, l'association se focalise sur la protection des droits de l'homme en Suisse et partout dans le monde.

## Histoire
À la suite de la création de Amnesty International en 1961 par Peter Benenson, la section suisse d’Amnesty International naît en 1970, bien que des groupes locaux existent à Genève dès 1964.

## Thèmes
Les actions d'Amnesty International Suisse couvrent une large palette de thèmes:
- Peine de mort[3]
- Asile et imigration[4]
- Racisme[5]
- Islamophobie[6]
- Droits des femmes[7]
- Droits de personnes handicapées[8]
- Droits des personnes LGBTQIA+[9],[10]
- Droit de manifester[11],[12]

## Orgainsation
L'association de la Section Suisse a adopté une organisation holocratique dont la direction est assurée par un comité exécutif de bénévoles. Depuis 2023, le comité compte deux co-présidentes.

### Comité exécutif
| Nom               | Depuis | Rôle,                    |
| ----------------- | ------ | ------------------------ |
| Maria Mbiti       | 2018   | Coprésidente             |
| Camille Leyrer    | 2021   | Coprésidente             |
| Fabian Dreher     | 2023   | Responsable des finances |
| Sabine Eddé       | 2023   | Membre du comité         |
| Michelle A. Gysin | 2022   | Membre du comité         |
| Mete Seven        | 2024   | Membre du comité         |
| Regula Ott        | 2019   | Membre du comité         |